# Джума-мечеть

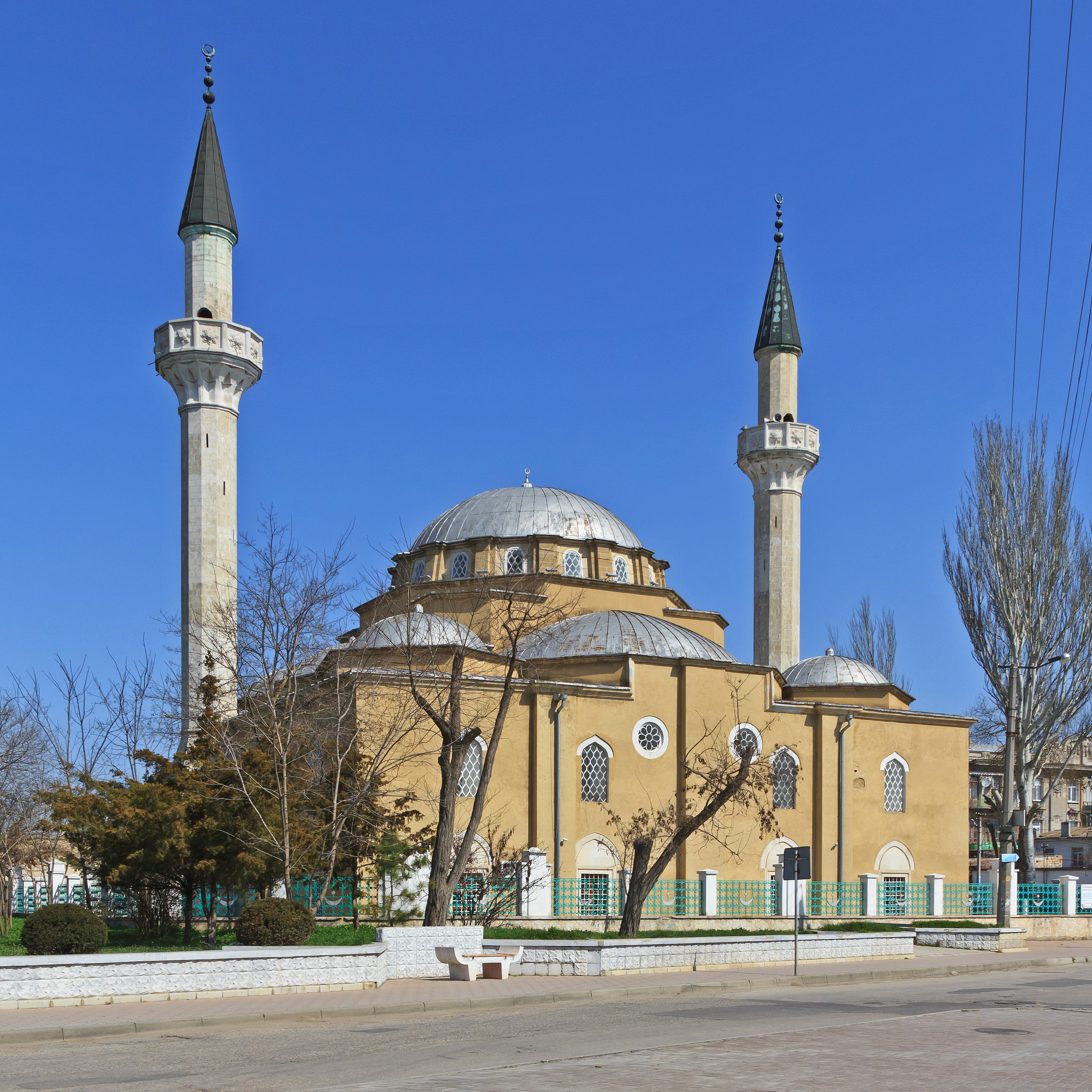
Мечеть Джума-Джамі у Євпаторії

Джума́-мече́ть (від الجمعه‎ al-jumʿa المسجد‎ al-masjid, п'ятнична мечеть) — соборна мечеть для колективної молитви всієї мусульманської громади у п'ятницю опівдні (див. «джума»).
Необхідною умовою (шартом) для п'ятничного намазу вважали його проведення у містах і відносно великих населених пунктах. Наприклад, на думку Абу Ханіфа, п'ятничні намази та проповіді (див. «хутба») мають проходити в населених пунктах, де є намісники, судді, вулиці та квартали, а інший богослов — Мухаммад аш-Шайбані — твердив, що такий намаз може бути проведеним у поселеннях, які влада країни визнала містами. Богослови Мухаммад аш-Шафії та Ахмад ібн Ханбал уважали, що джума-молитва має збирати хоча б 40 осіб, які ведуть осілий спосіб життя. Абу Юсуф писав, що джуму можна проводити в тих місцевостях, де громада вже не вміщається в найбільшу місцеву мечеть, а Малік ібн Анас твердив, що джуму мають проводити в будь-якому населеному пункті, де є мечеть і ринок.
Спеціально для п'ятничної молитви архітектори проєктували великі мечеті, які отримали назву «джума-мечетей». Як правило, «п'ятнична мечеть» — найбільша у місті, у дворі такої мечеті можуть зібратися кілька сотень або навіть тисяч осіб. Багато джума-мечетей є пам'ятками архітектури.

## Галерея

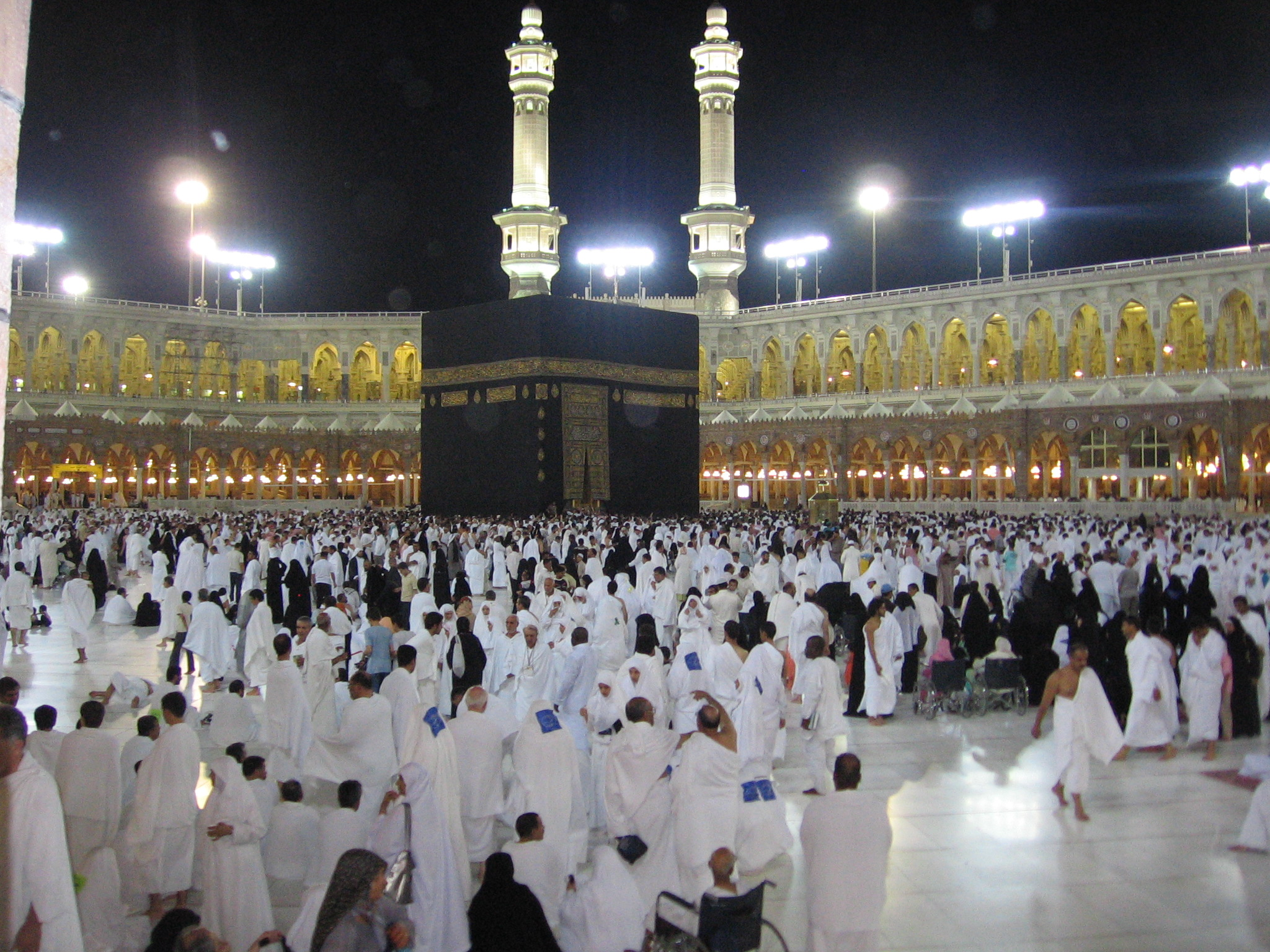
Мечеть Аль-Харам і Кааба всередині (Мекка)
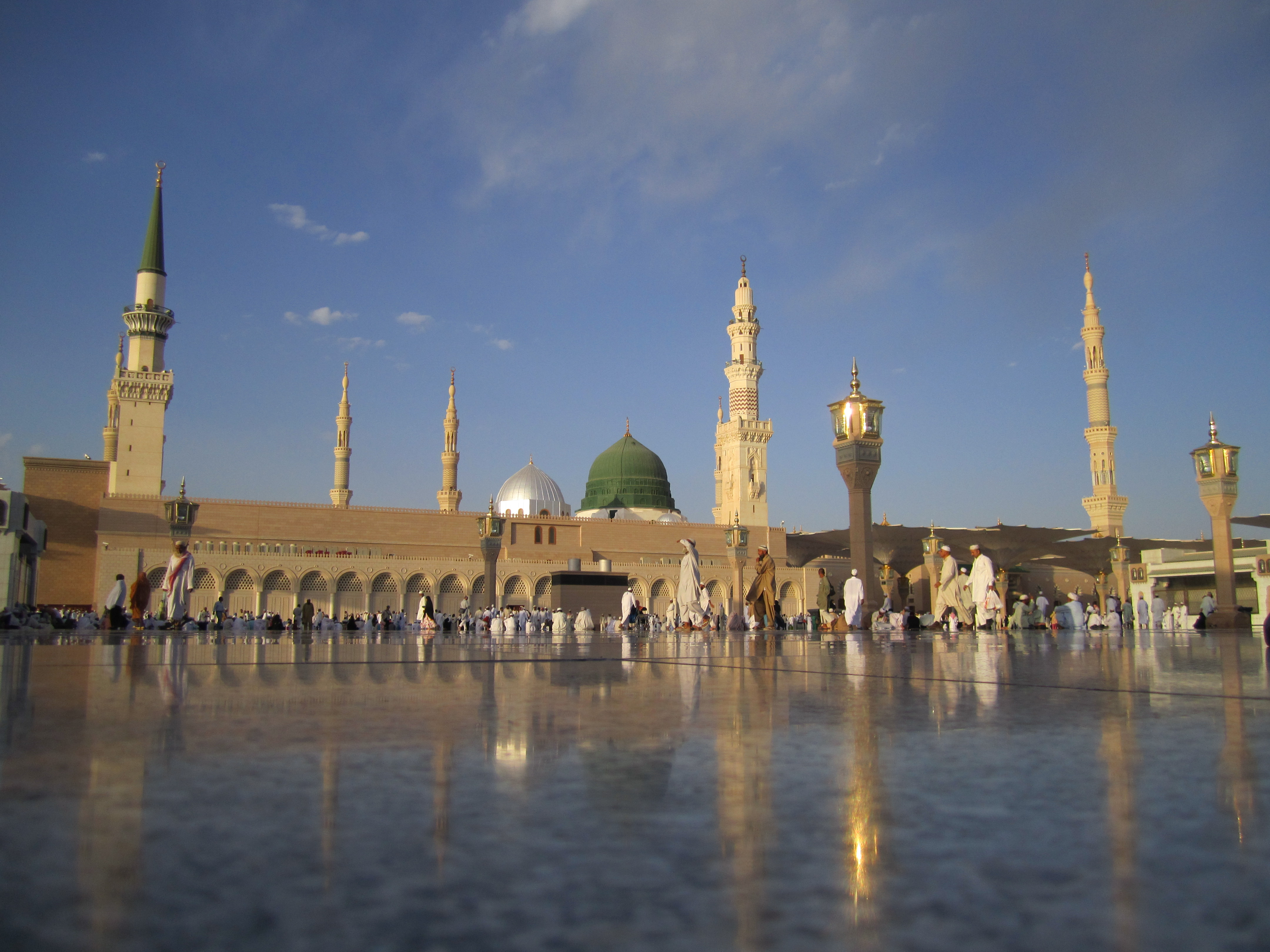
Аль-Масджід Аль-Набауї («Мечеть пророка», Мекка)
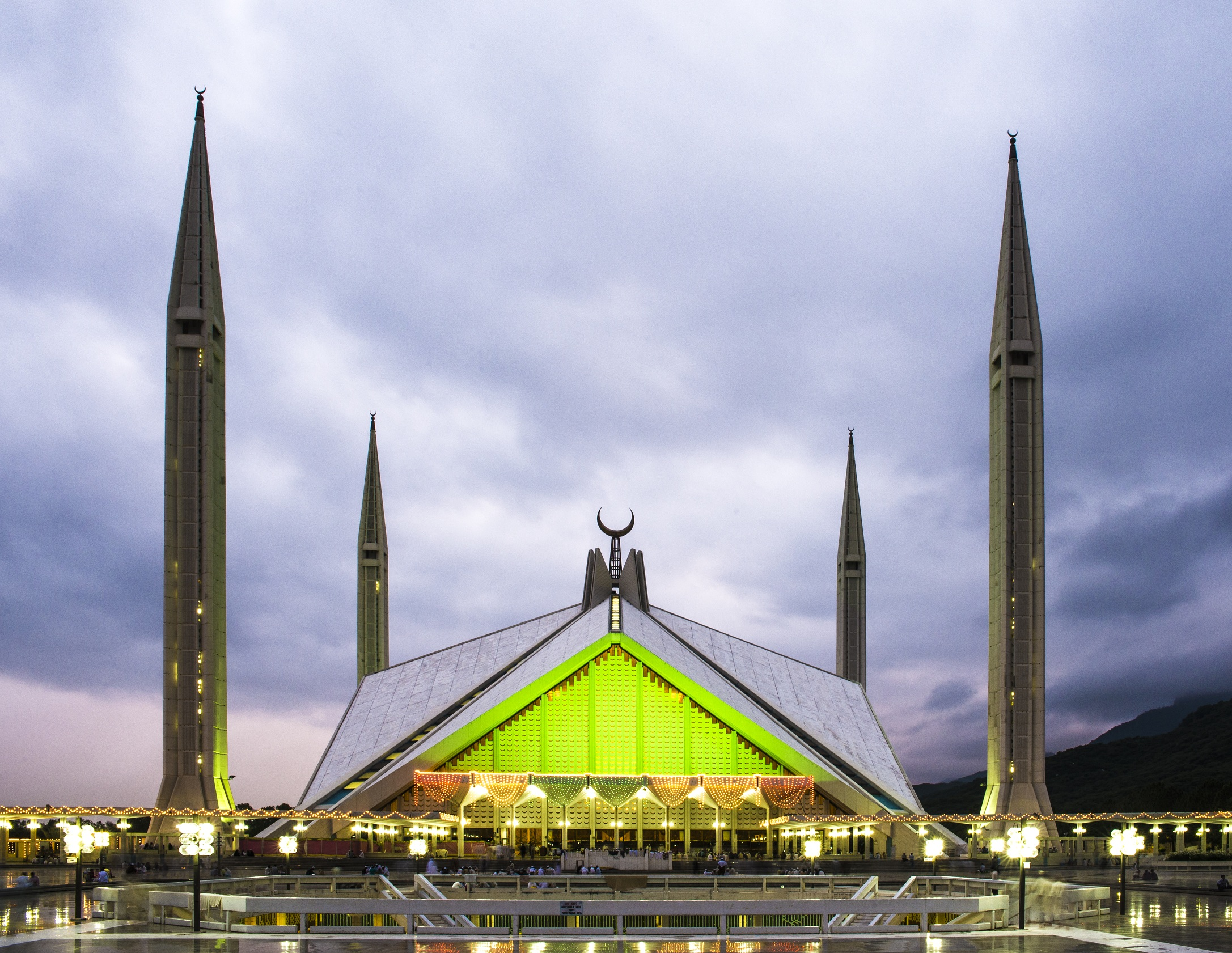
Мечеть Фейсал (Ісламабад)
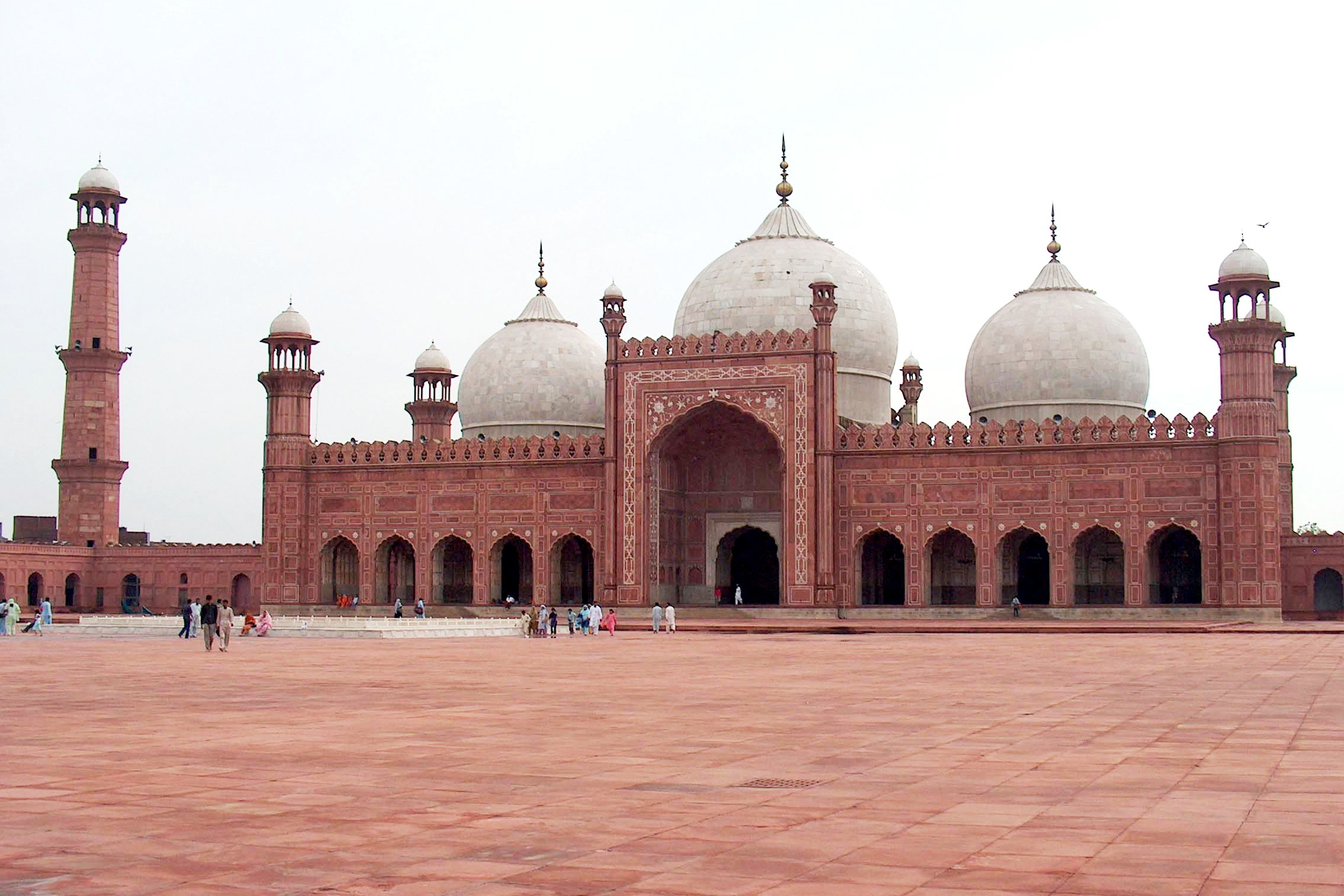
Мечеть Бадшахі (Лахор)
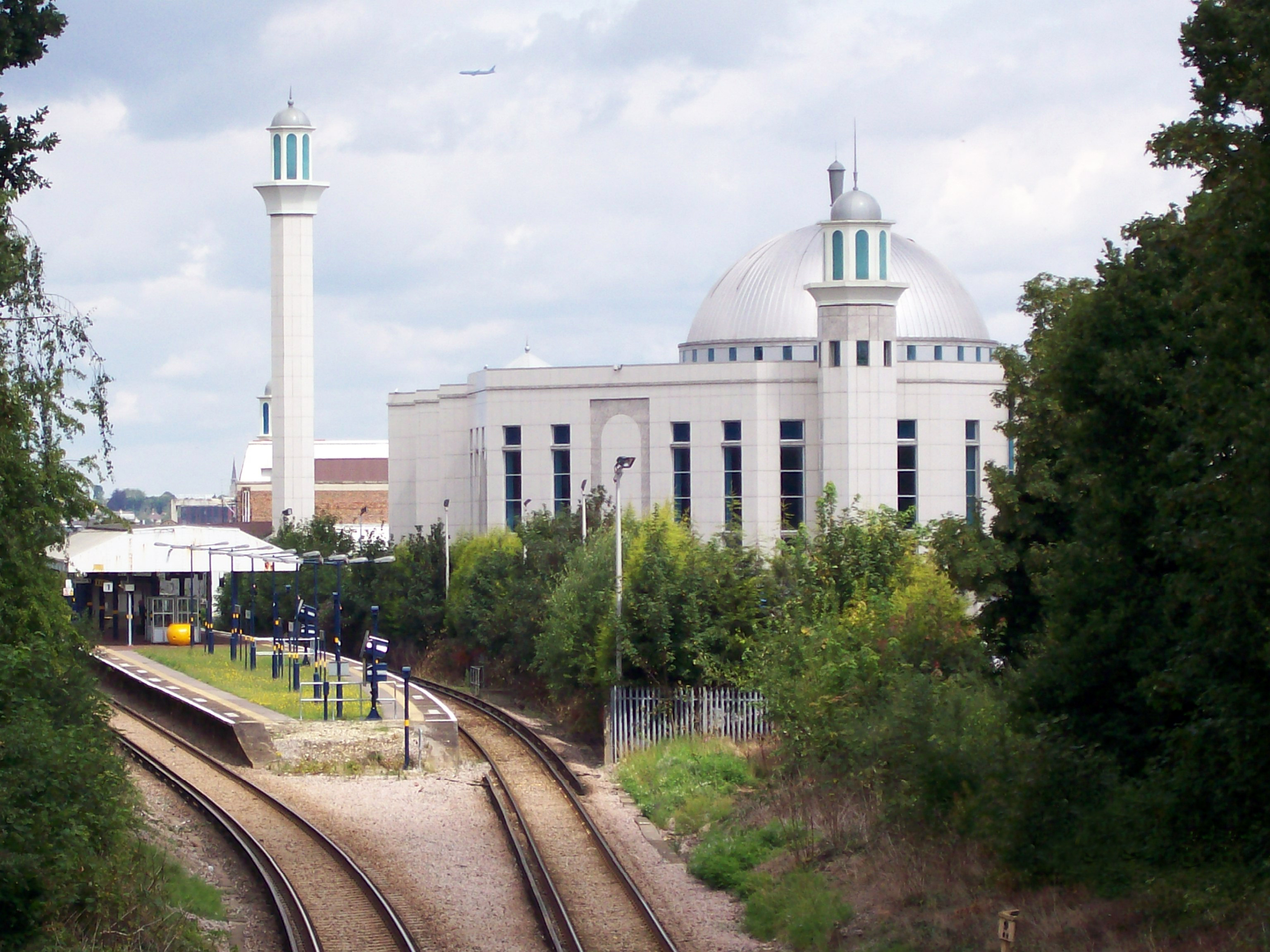
Байтуль-Футух (Лондон)
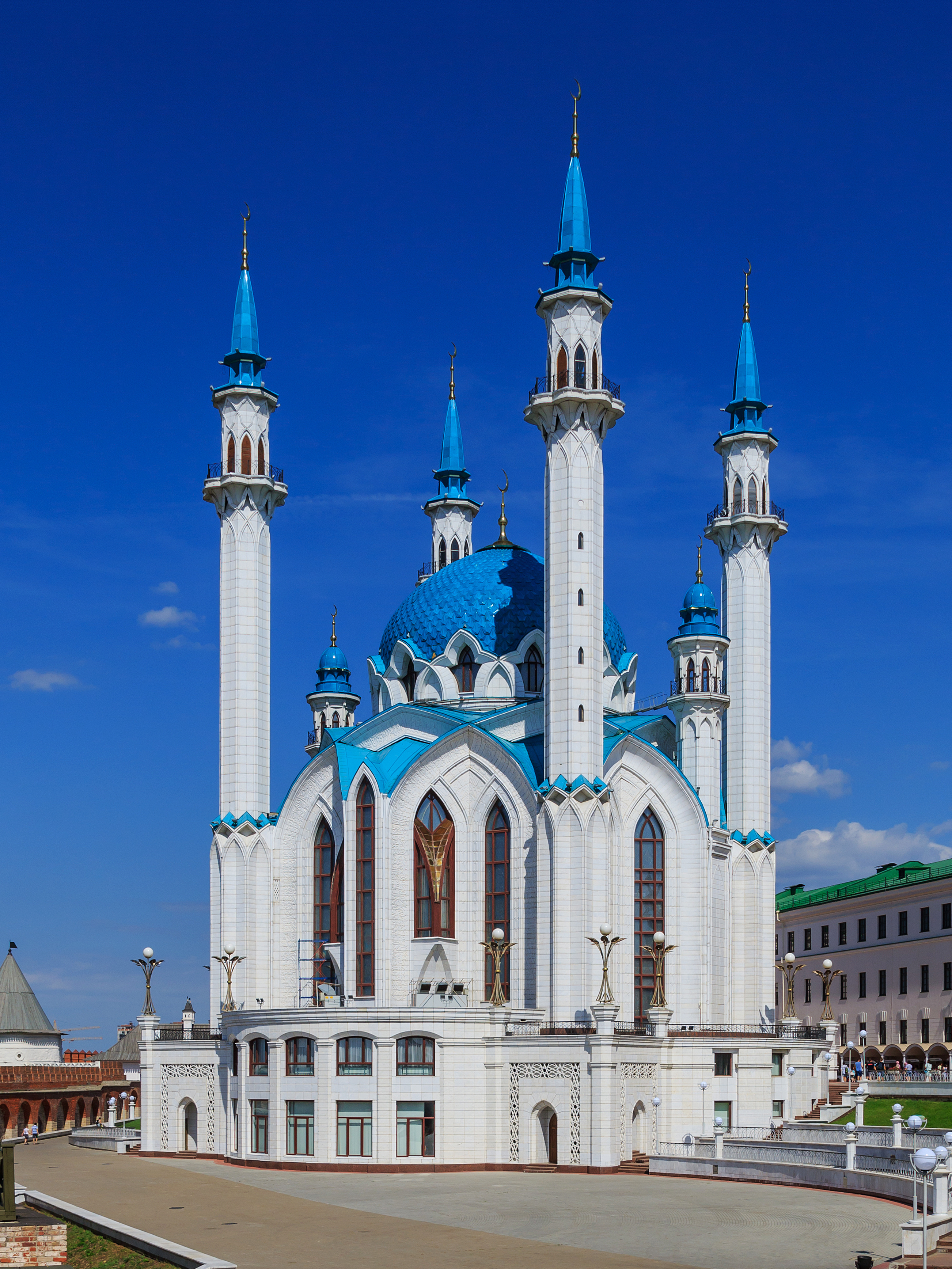
Кул-Шаріф (Казань)
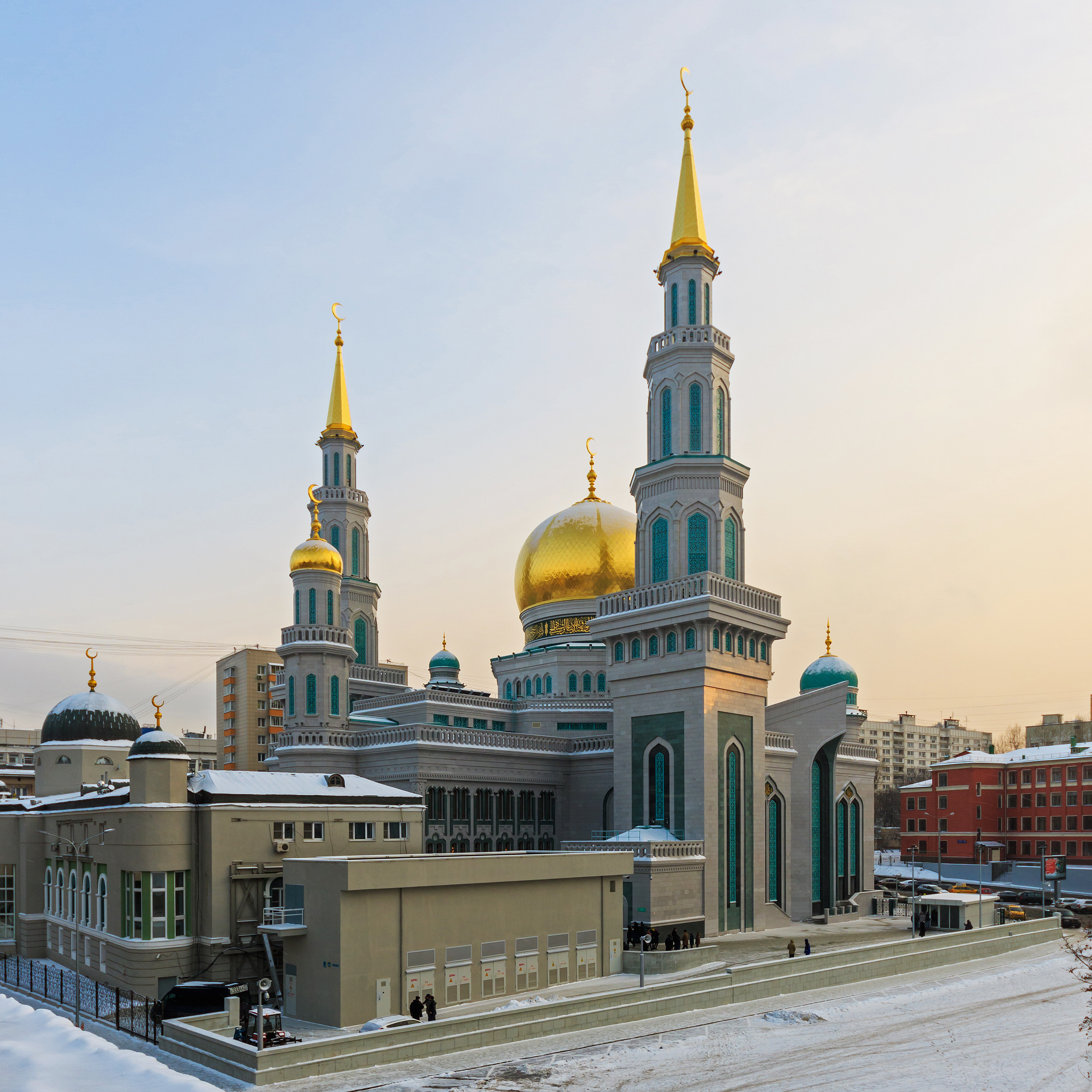
Московська соборна мечеть (Москва)
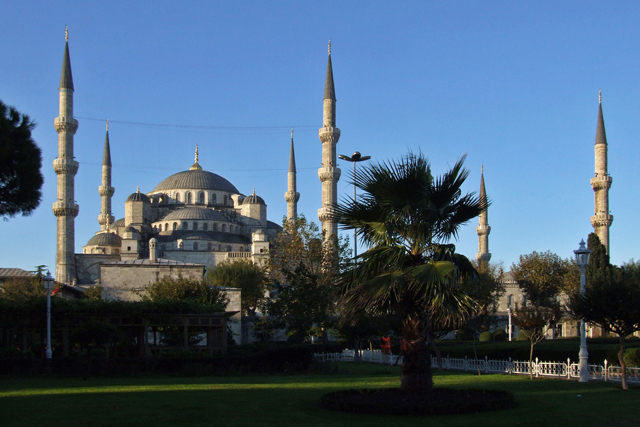
Блакитна мечеть (Стамбул)
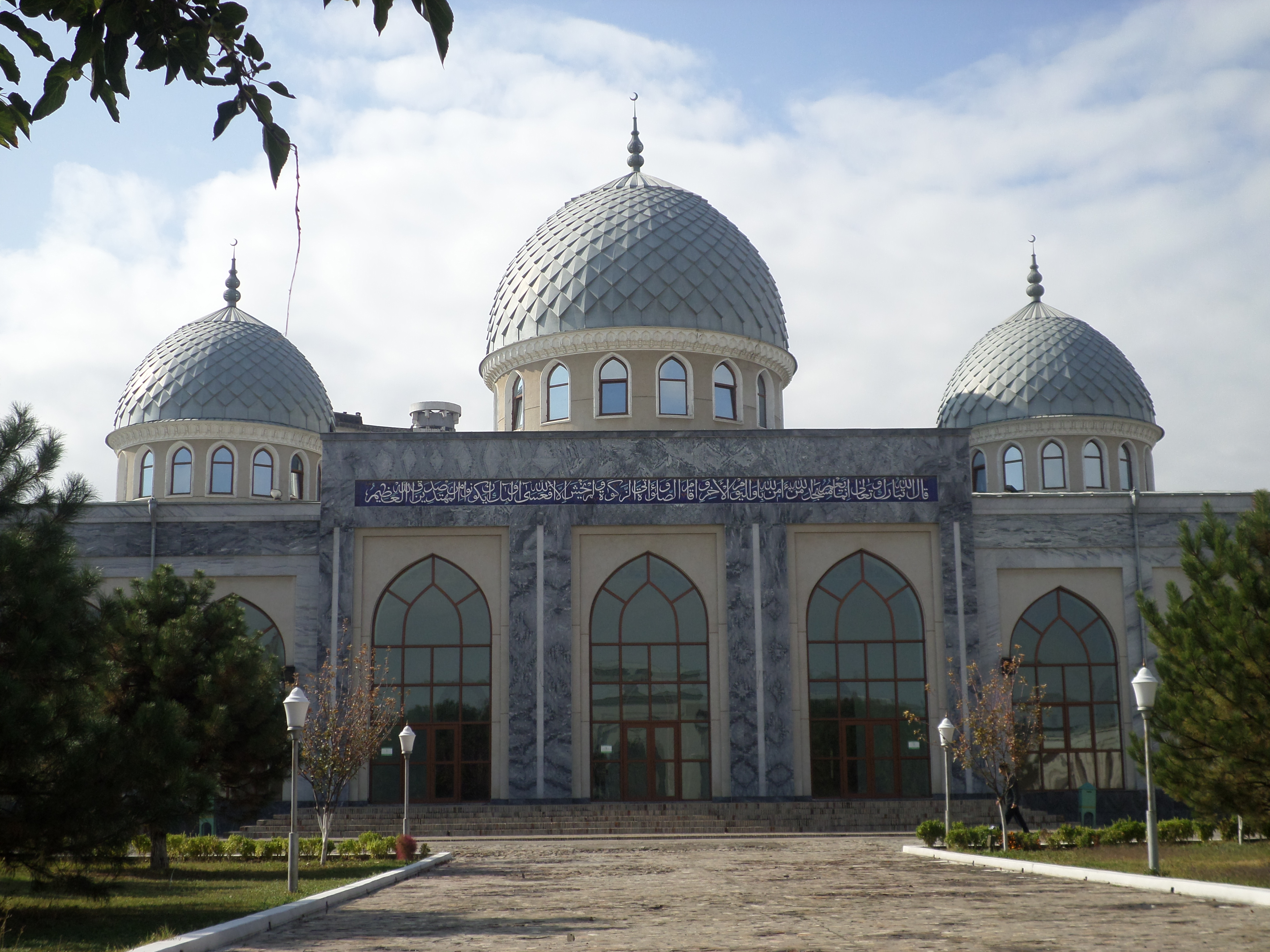
Мечеть Ходжа Ахрар Валі («Мечеть Джамі», Ташкент)
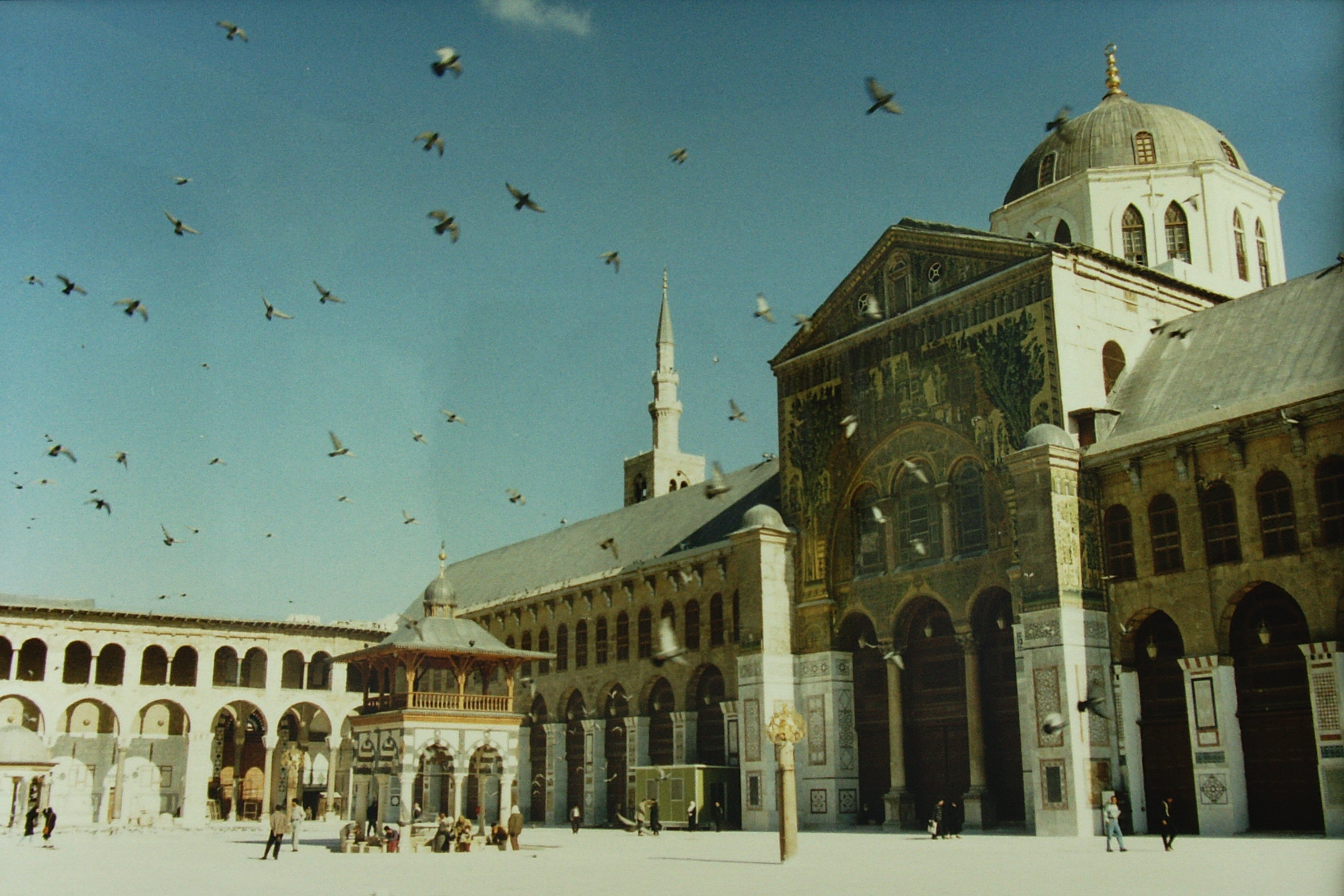
Велика Мечеть («Мечеть Омеядів», Дамаск)